# Eugeniusz Lewenstern

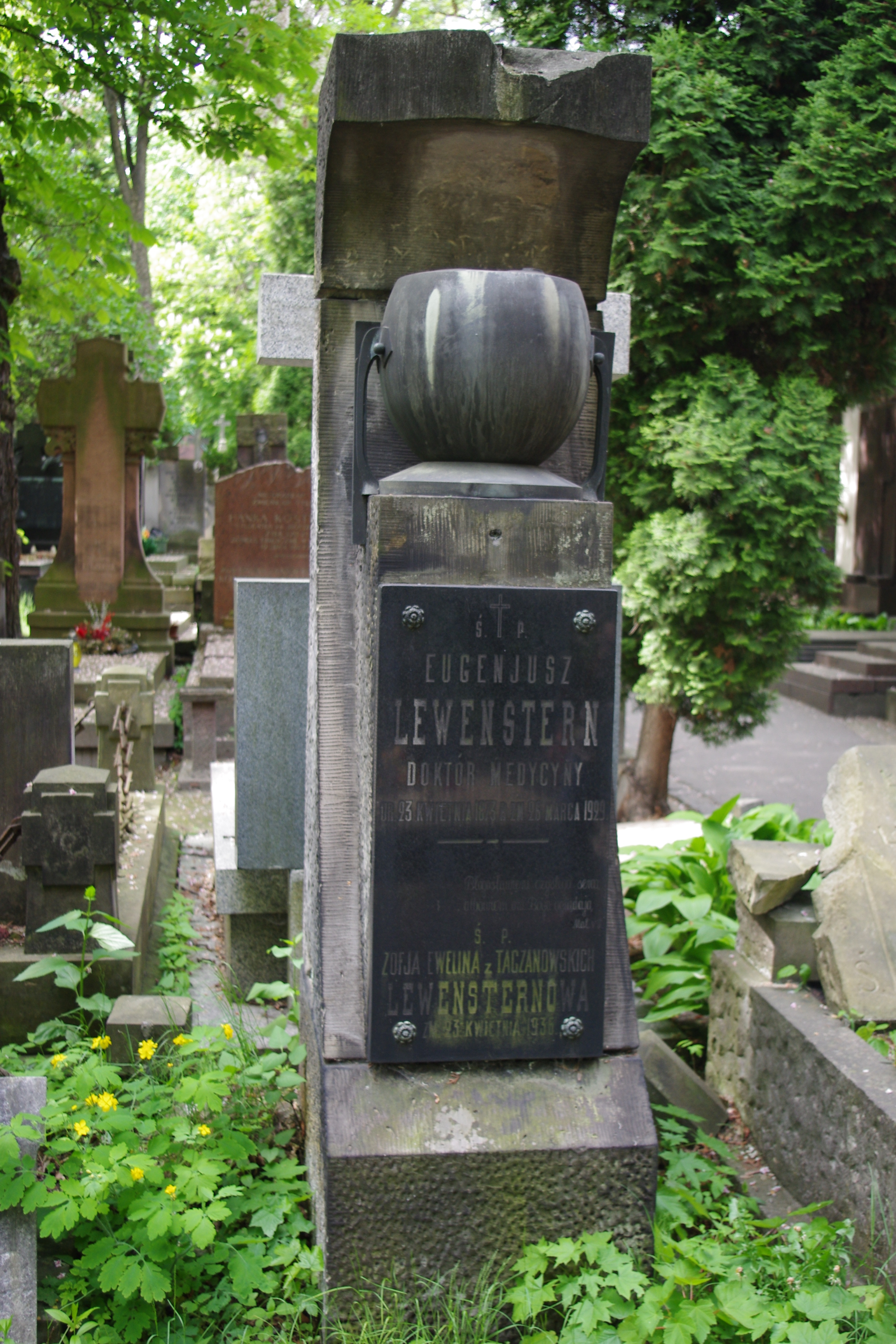
Grób lekarza Eugeniusza Lewensterna na Starych Powązkach w Warszawie

Eugeniusz Lewenstern (ur. 23 kwietnia 1873 w Ołtarzewie, zm. 26 marca 1929) – polski lekarz, chirurg.
W 1898 ukończył studia na Wydziale Lekarskim Uniwersytetu Warszawskiego. Następnie specjalizował się w chirurgii, najpierw jako asystent-ekstern u Ciechomskiego w szpitalu św. Rocha w Warszawie, potem w przytułku dla chorych nowotworowych przy ul. Kanonji. W 1904 roku podczas wojny rosyjsko-japońskiej powołany do służby wojskowej na Dalekim Wschodzie, pozostał tam do końca wojny. Podczas I wojny światowej służył w Polskim Komitecie Pomocy Sanitarnej i został ordynatorem Szpitala Czerwonego Krzyża przy ul. Smolnej. W szpitalu PCK praktykował także po jego demilitaryzacji. W 1927 został doktorem wszech nauk lekarskich na Uniwersytecie Warszawskim. Związany z redakcją "Lekarza Wojskowego" od jego powstania w 1920 roku w 1924 wszedł do komitetu redakcyjnego. Był członkiem wielu towarzystw naukowych, sekretarzem Towarzystwa Chirurgów Polskich. Pochowany na Starych Powązkach w Warszawie (kwatera 172-1-2/3).